# Helena Szewczyk
Helena Szewczyk – polska prawnik, doktor habilitowany nauk prawnych, nauczyciel akademicki Uniwersytetu Śląskiego, specjalistka w zakresie prawa pracy.

## Życiorys
W 1996 na podstawie napisanej pod kierunkiem Arkadiusza Nowaka rozprawy pt. Ochrona trwałości stosunku pracy pracowników samorządowych otrzymała na Wydziale Prawa i Administracji Uniwersytetu Śląskiego stopień naukowy doktora nauk prawnych w zakresie prawa, specjalność: prawo pracy. Tam też na podstawie dorobku naukowego oraz rozprawy pt. Ochrona dóbr osobistych w zatrudnieniu uzyskała w 2010 stopień doktora habilitowanego nauk prawnych w zakresie prawa, specjalność: prawo pracy.
Została adiunktem Uniwersytetu Śląskiego zatrudnionym w Katedrze Prawa Pracy i Polityki Socjalnej Wydziału Prawa i Administracji UŚl.